# 著作權蟑螂
著作權蟑螂，又稱著作權流氓，是一種貶義詞，通常用於形容兩種人，一種是原版權擁有者自行將作品上傳至網際網路，引誘他人下載使用，當其他人使用後再以法律手段提告侵犯著作權，並藉由和解牟利。另一種則是本身並不擁有版權，但藉由向原版權擁有者購買版權（有時甚至未取得版權）或是取得告訴委任後，再向違反著作權的其他人提告，並藉由和解牟利。
批評者反對這種行為，因為他們認為這類行為是鼓勵創作此類（易被盜用的）作品並利用版權法的高額賠償條款賺錢。結果非但不會真正保護版權，反而會扼殺人們創作作品的意願。
與在中國盛行的商標蟑螂不同，著作權蟑螂在德國最為活躍，因為德國的著作權法為版權所有者提供了許多種起訴的選擇。著作權蟑螂的術語和概念都在2000年代中期開始出現，它源自另一個概念類似的貶義詞：專利流氓，即自己不生產或銷售產品，但藉由大量發起專利侵權訴訟以獲取賠償而獲利的人。它與ASCAP等組織不同，後者收取版稅並盡力維護其成員的版權。

## 外部連結
- EFF: Copyright Trolls  （页面存档备份，存于）
- Fight Copyright Trolls, an online publication covering mass file-sharing lawsuits in USA  （页面存档备份，存于）